# 北緯70度線
北緯70度線（ほくい70どせん）は、地球の赤道面より北に70度の角度を成す緯線。北極内部にあり、大西洋、ヨーロッパ、アジア、北アメリカを通過する。また北極海の南方諸島も通過する。
この緯度の下では、5月17日頃から7月28日頃までの約2か月半の間は白夜になり、11月25日頃から1月17日頃までの約2か月間は極夜になる。
ビクトリア島（カナダ）では、ノースウエスト準州とヌナブト準州の州境を形成する緯線となっている。

## 通過する地域一覧
北緯70度線は、本初子午線から東に向かって以下の場所を通っている。
| 地理座標                                               | 国土・領土・領海       | 備考 |
| ------------------------------------------------------ | ---------------------- | --- |
| 北緯70度0分 東経0度0分 / 北緯70.000度 東経0.000度      | 大西洋                 | ノルウェー海 |
| 北緯70度0分 東経18度40分 / 北緯70.000度 東経18.667度   | ノルウェー             | トロムス県 - レヴェネス島、リンヴァッス島、ライン島、カールス島、ケーゲン島（内地）、Skorpa島（内地） フィンマルク県                                     |
| 北緯70度0分 東経27度22分 / 北緯70.000度 東経27.367度   | フィンランド           | ヌオグラム村の中にある フィンランド最北端の地から約10ｋｍ南に位置する場所（北緯70度05.537分 東経27度57.335分 / 北緯70.092283度 東経27.955583度）を通過。 |
| 北緯70度0分 東経28度2分 / 北緯70.000度 東経28.033度    | ノルウェー             | フィンマルク県 |
| 北緯70度0分 東経29度30分 / 北緯70.000度 東経29.500度   | バレンツ海             | |
| 北緯70度0分 東経58度44分 / 北緯70.000度 東経58.733度   | ロシア                 | ヴァイガチ島 |
| 北緯70度0分 東経60度12分 / 北緯70.000度 東経60.200度   | カラ海                 | |
| 北緯70度0分 東経66度56分 / 北緯70.000度 東経66.933度   | ロシア                 | ヤマル半島 |
| 北緯70度0分 東経72度30分 / 北緯70.000度 東経72.500度   | オビ湾                 | |
| 北緯70度0分 東経73度45分 / 北緯70.000度 東経73.750度   | ロシア                 | |
| 北緯70度0分 東経159度53分 / 北緯70.000度 東経159.883度 | 東シベリア海           | |
| 北緯70度0分 東経168度13分 / 北緯70.000度 東経168.217度 | ロシア                 | アイオン島 |
| 北緯70度0分 東経168度31分 / 北緯70.000度 東経168.517度 | 東シベリア海           | |
| 北緯70度0分 東経170度35分 / 北緯70.000度 東経170.583度 | ロシア                 | |
| 北緯70度0分 東経171度48分 / 北緯70.000度 東経171.800度 | 東シベリア海           | |
| 北緯70度0分 東経177度56分 / 北緯70.000度 東経177.933度 | チュクチ海             | |
| 北緯70度0分 西経162度27分 / 北緯70.000度 西経162.450度 | アメリカ合衆国         | アラスカ州 |
| 北緯70度0分 西経142度34分 / 北緯70.000度 西経142.567度 | ボーフォート海         | |
| 北緯70度0分 西経131度2分 / 北緯70.000度 西経131.033度  | カナダ                 | ノースウエスト準州 - Tuktoyaktuk半島 |
| 北緯70度0分 西経129度30分 / 北緯70.000度 西経129.500度 | ボーフォート海         | |
| 北緯70度0分 西経128度18分 / 北緯70.000度 西経128.300度 | カナダ                 | ノースウエスト準州 - ケープ・バサースト半島 |
| 北緯70度0分 西経126度54分 / 北緯70.000度 西経126.900度 | アムンゼン湾           | |
| 北緯70度0分 西経125度12分 / 北緯70.000度 西経125.200度 | カナダ                 | ノースウエスト準州 - パリー半島 |
| 北緯70度0分 西経124度30分 / 北緯70.000度 西経124.500度 | アムンゼン湾           | |
| 北緯70度0分 西経117度22分 / 北緯70.000度 西経117.367度 | カナダ                 | ビクトリア島にて ノースウエスト準州 ノースウエスト準州とヌナブト準州の境界 ノースウエスト準州 ノースウエスト準州とヌナブト準州の境界 ヌナブト準州        |
| 北緯70度0分 西経100度48分 / 北緯70.000度 西経100.800度 | ビクトリア海峡         | |
| 北緯70度0分 西経98度50分 / 北緯70.000度 西経98.833度   | ラーセン湾             | キングウィリアム島（ヌナブト準州、 カナダ）のちょうど北を通過。                                                                                          |
| 北緯70度0分 西経97度35分 / 北緯70.000度 西経97.583度   | ジェイムズロス海峡     | クラレンス諸島（ヌナブト準州、 カナダ）のちょうど北を通過。                                                                                              |
| 北緯70度0分 西経96度17分 / 北緯70.000度 西経96.283度   | カナダ                 | ヌナブト準州 - ブーシア半島 |
| 北緯70度0分 西経92度1分 / 北緯70.000度 西経92.017度    | ブーシア湾             | |
| 北緯70度0分 西経86度54分 / 北緯70.000度 西経86.900度   | カナダ                 | ヌナブト準州 - クラウン・プリンス・フェデリック島 |
| 北緯70度0分 西経86度27分 / 北緯70.000度 西経86.450度   | フューリー・ヘクラ海峡 | |
| 北緯70度0分 西経84度20分 / 北緯70.000度 西経84.333度   | カナダ                 | ヌナブト準州 - バフィン島 |
| 北緯70度0分 西経81度9分 / 北緯70.000度 西経81.150度    | マレーマックスウェル湾 | |
| 北緯70度0分 西経80度19分 / 北緯70.000度 西経80.317度   | カナダ                 | ヌナブト準州 - バフィン島 |
| 北緯70度0分 西経78度39分 / 北緯70.000度 西経78.650度   | スティーンスバイ湾     | |
| 北緯70度0分 西経77度41分 / 北緯70.000度 西経77.683度   | カナダ                 | ヌナブト準州 - バフィン島 |
| 北緯70度0分 西経67度20分 / 北緯70.000度 西経67.333度   | バフィン湾             | デービス海峡の北限 |
| 北緯70度0分 西経54度38分 / 北緯70.000度 西経54.633度   | グリーンランド         | ディスコ島及び本土を通過。 |
| 北緯70度0分 西経22度18分 / 北緯70.000度 西経22.300度   | 大西洋                 | グリーンランド海 ノルウェー海 |